# Edmond Abelé
Mons. Edmond-Marie-Henri Abelé (4. března 1925, Châlons-Sur-Marne – 27. září 2017) byl francouzský římskokatolický duchovní a emeritní biskup Digne.

## Život
Narodil se 4. března 1925 v Châlons-Sur-Marne.
Na kněze byl vysvěcen 21. října 1951.
Dne 27. června 1972 jej papež Pavel VI. jmenoval diecézním biskupem Monaka. Biskupské svěcení přijal 15. října 1972 z rukou biskupa Gillese Bartheho a spolusvětiteli byli biskup René-Joseph Piérard a biskup Angelo Raimondo Verardo.
Dne 1. prosince 1980 ho papež Jan Pavel II. jmenoval biskupem Digne.
Dne 2. června 1987 přijal papež Jan Pavel II. jeho rezignaci.